# 展枝玉叶金花
展枝玉叶金花（学名：Mussaenda divaricata）为茜草科玉叶金花属下的一个种。